# Камион
Камионът, или товарен автомобил е МПС, предназначено за превоз на товари на близки, средни и далечни разстояния по асфалтов или друг вид път. Камионът е една цяла конструкция. Когато имаме няколко превозни средства - например камион с ремарке се комплектова товарна композиция. 
По подобие на корабния борд товарната плоскост също се нарича „борд“. Предпазните вертикални плоскости, които се разкачат или свалят надолу, осигурявайки достъп до борда, се наричат „канáти“, като канáтата на каруцата.
В Република България, като част от Европейския Съюз се прилагат законовите ограничения и правила приети в цяла Европа.
За САЩ, Канада, и други държави извън ЕС се прилага местно законодателство касаещо габаритите на товарните МПС. В Австралия камионите са обикновено с 2 ремаркета (т.нар. автовлак) и са предназначени за превоз на товари между двата края на континента.
Първите камиони са произведени през 1890-те години. Те са били задвижвани от парни двигатели. Масовите камиони се задвижват от мощен дизелов или бензинов двигател, много от които са снабдени с турбо компресор за по-голяма мощност. Набират популярност и товарни автомобили задвижвани с алтернативни  на дизела и бензина горива - Природен газ - Метан, Пропан-Бутан, етанол или метанол с растителен произход, био-дизел също с растителен произход.
Съвременните товарни автомобили се предлагат с електродвигатели, задвижвани от батерии, или с двигатели задвижвани от водородни клетки. Законовата регулация в ЕС поддържа разпространението на нискоемисионни автомобили в урбанизираните зони.
Камионите са оборудвани със специални гуми, способни да издържат високо натоварване. Някои специализирани камиони (напр. военните) имат релефни гуми и подсилено окачване, за движение по неравен терен, както и система за поддържане на налягането в тях.
Стандартните габарити за товарният автомобил и композицията са:
- ширина – до 2,5 m
- дължина – до 12,00  m за соло автомобил заедно с кабината, до 16.50 м за композиция седлови влекач и полуремарке и до 18.75 м за композиция камион с ремарке.
- височина – до 4,00 m.
- разрешено общо тегло за движение по пътната мрежа на ЕС: - за двуос автомобил - 18 т., за триос автомобил - 26 т., за четириос автомобил или композиция 32 т., и за петос автомобил или композиция 40 т. Товарни композиции с повече от 5 оси за превоз на извънгабаритни товари се движат по специални режими, съгласувано с местното законодателство на съответната държава.

## Видове
Всички камиони са базирани на шаси (рама) и кабина. Камионите могат да бъдат класифицирани условно в следните категории:
Според общото тегло на автомобила: 
- категория N1 - от 3500 до 7500 кг 
- категория N2 - от 7500 до 12000 кг
- категория N3 - от 12000 до 40000 кг.

### Според вида прикачване
- Камион с каросерия – или 'Соло' камион - върху шасито на камиона се фиксира перманентно каросерия, като изпълнението ѝ определя предназначението на целия камион. Съществуват и соло - камиони и ремаркета със бързосменяема надстройка (BDF-system).
- Камион с каросерия и ремарке (хенгер)[1] – към камион с каросерия се прикача ремарке посредством твърда връзка, като товарът е разпределен и на двете места. Възможно е да се закачи и второ ремарке (трети товарен отсек).
- Влекач с полуремарке (прицеп)[1] – върху шасито се монтира лафет (на английски: Fifth wheel – букв. „пето колело“) със заключващ механизъм, в който се поставя впоследствие централния (наричан още „царски“) болт на полуремаркето. Целта на това т.нар. седлово устройство е подвижна свръзка между влекача и полуремаркето. Товарът е само в полуремаркето, което може да е специализирано, а влекачът е универсален за всички видове полуремаркета.

### Според типа покритие
Камионът се разграничава според покритието на товарния отсек на каросерията, ремаркето или полуремаркето на
- Съгласно видът на превозваните стоки и товари най-популярните товарни автомобили се делят на: - Мултифункционален товарен автомобил - за превоз на товари - с открита бордова надстройка или покрита бордова надстройка с шпригли и брезент за предпазване на стоките от атмосферните условия.  - Автомобил с термоизолиран (хладилен) фургон за превоз на хранителни продукти. Обикновено се комбинира с хладилен агрегат за поддръжка на заададен температурен режим - минусов за превоз на замразени храни, или плюсов за предпазване от замръзване на определени храни.  - За превоз на строителни или инертни материали, земни маси - Самосвали със самосвален кош, със задно или тристранно разтоварване.  - За превоз или полагане на бетонови или други строителни разтвори - автобетонсмесител (бетонмиксер) или бетон-помпа.  - За превоз на течни или насипни товари - различни видове цистерни - за горива, химически смеси, течни храни или насипни строителни - материали   - Специални и Комунални автомобили  - със специализирани надстройки за сметосъбиране, почистване на инфраструктура, снегочистене и др - Автомобили със специално предназначение - Автовози, за превоз на автомобили, Автовишки, Автокранове, Противопожарни автомобили.

### Според предназначението
- Пожарна кола – комбиниран камион с цистерна, водна помпа и различни помощни средства, необходими при гасене на пожари.
- Автовишка – камион с телескопична стрела с кош в края за осигуряване на достъп на хора до високи места.
- Камион стълба – няколко телескопично разтегаеми стълби с кош в края (разликата с автовишката е, че може да се придвижва по стрелата при разпъната конфигурация).
- Сметоизвозващ (сметосъбиращ) камион – разполага с контейнерно отделение за временно съхранение на смет, преса (за по-голяма ефективност) и предпазен щит за сметта, както и хидравлични повдигачи, които са съобразени с различните видове контейнери за смет.
- Камион-прахосмукачка – използва се в градски условия, разполага с вакуумна помпа и различни четки за почистване на пътното платно.
- Автовоз – камион за превоз на други превозни средства, снабден с хидравлични рампи, подпомагащи товаренето и разтоварването.
- Камион за превоз на живи животни
- Цистерна
- Самосвал – камион с повдигащ механизъм за разтоварване на насипни материали.

- Хладилен камион – допълнително термоизолиран фургон, снабден с хладилен агрегат, който поддържа желаната температура. Повечето хладилни камиони имат и термограф, който записва температурата по време на транспорта.[1]
- Камион за пътна помощ – снабден е с рампа, платформа или влек за превоз на автомобили, неспособни да се движат на собствен ход, както и със средства за оказване на помощ на пътя (пътуващ автосервиз).
- Контейнеровоз– камион за превоз на един или два 20-футови, или един 40-футов контейнер.
- Автокран – камион, снабден с телескопична стрела и система от макари, въжета и кука за повдигане на различни товари.
- Камион тип „Паяк“ – за отстраняване на неправилно паркирани автомобили.
- Снегорин – камион, снабден с гребло отпред за почистване на падналия по пътното платно сняг, както и различни устройства за посипване на противоледни смеси или пясък.
- Бетоновоз – камион с въртящ барабан с различна вместимост за превоз на бетон.
- Бетонпомпа – камион, снабден с подвижна тръба и помпен агрегат за наспиване на бетон във височина.
- Бетоновоз с бетонпомпа (комбиниран)
- Камион за отпушване на канали (фекалка)

### Други спецификации
- Камион с кран – обикновено открита каросерия за превоз на товари и кран за товарене и разтоварване (с по-малка товароподемност от автокрана).
- Камион с падащ борд – хидравлична подемна платформа монтирана в задната част, осигуряваща лесно товаро-разтоварване.
- Извънгабаритен – камион, превозващ товари, увеличаващи неговите габарити.
- Камион за свръх тежки товари – за превоз на единични товари с тегло над допустимото, обикновено е подсилено полуремарке с повече оси и мощен влекач.

## Удобства
Шофьорите на камиони за превози на дълги разстояния прекарват много време в кабината. Затова тя се проектира да бъде удобна, а някои от уредите за управление, като кормилото и спирачките, са снабдени със сервоусилватели за по-лесно манипулиране. Към кабината често има спално помещение с легло зад седалките. Съществуват и пригодени за електрическата система на камионите малки електроуреди като хладилник, телевизор и др.
За предотвратяване на произшествията в ЕС са въведени тахографи за записване на времето, през което камионът е на път, както и скоростта на движение, като така указват времената за почивка на шофьора. Работното време на водачът не може да превишава 9 часа дневно като са предвидени почивки между тях, регламентирани от закони.
Модерните камиони разполагат и с ограничител на максималната скорост.
Максималната разрешена скорост за движение на товарни автомобили в ЕС е 80 км в час, но в различни държави се допуска движение с до  90 км. в час.